# Disponibilní důchod

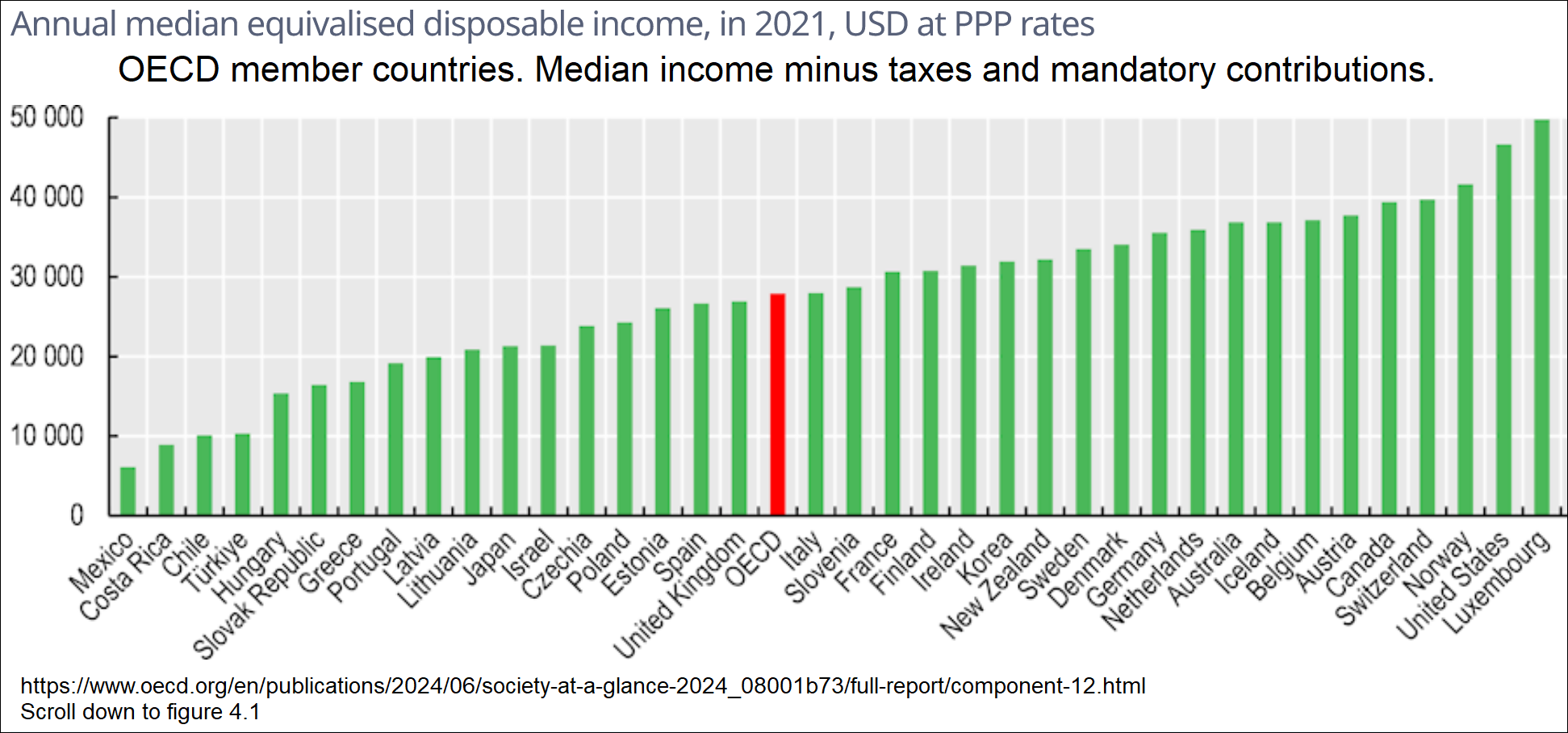
Roční medián ekvivalentního disponibilního důchodu na osobu podle zemí OECD.

Disponibilní důchod (anglicky Disposable income) tvoří částku, kterou domácnosti mohou využít na finální spotřebu, úspory jako finanční aktiva nebo na investice do hmotných a nehmotných aktiv nebo k jiným než výrobním účelům.Disponibilní důchod je částka důchodu, která zůstane po odečtení daní a dalších povinných poplatků. Je to základní ukazatel, který vysvětluje spotřební chování domácností.

## Struktura
Disponibilní důchod představuje součet hrubých mezd, platů důchodů z podnikání a z vlastnictví. Také je tam zahrnuta salda sociálních a ostatních důchodů. Kdy saldo sociálních důchodů je roven rozdílu hodnoty peněžitých sociálních dávek. Ty domácnosti získávají od státu, pojišťoven a od zaměstnavatelů, povinných a dobrovolných sociálních příspěvků, které domácnosti platí. Dále ostatní důchody neboli ostatní běžné transfery, do kterých řadíme čisté pojistné, příspěvky neziskovým organizacím, pokuty, penále, sázky, výhry i jiné důchody. 

## Definice
Disponibilní důchod lze definovat jako hrubý příjem jednotlivce nebo domácnosti po odečtení povinných plateb, jakou jsou daně z příjmů, zdravotní a sociální pojištění, a po přičtení případných transferů, jako jsou sociální dávky, příspěvky a jiné příjmy od státu.

## Výpočet
Disponibilní důchod (YD) se vypočítá sečtením spotřeby (C – consumption) a úspor (S – savings) nebo sečtením osobního důchodu (Y) a transferů (T – transfers) a odečtením daní (TA – taxes). 
{\displaystyle YD=C+S}
{\displaystyle YD=Y+TR-TA}

## Typy disponibilního důchodu
- Hrubý disponibilní důchod – částka, která zůstává domácnostem po uhrazení daní a běžných výdajů, určená ke krytí konečné spotřeby a úspor.[6]
- Čistý disponibilní důchod – zahrnuje transfery a je snížen o daně. Tento ukazatel lépe odráží skutečnou ekonomickou situaci domácností.[7]

## Faktory ovlivňující disponibilní důchod
- Inflace
- HDP

## Role v ekonomice
Disponibilní důchod hraje klíčovou roli v makroekonomické analýze, protože ovlivňuje celkovou poptávku v ekonomice. Je to indikátor ekonomického zdraví domácností a celkové ekonomiky.

##### Spotřeba a úspory
Disponibilní důchod přímo ovlivňuje spotřebitelskou poptávku. Zvýšení disponibilního příjmu vede k vyšším nákladům na zboží a služby, které povzbuzují ekonomický růst. Při poklesu nastává omezení spotřeby, jenž negativně působí na podniky a celkovou ekonomickou aktivitu.

##### Reakce na inflaci
Při vysoké inflaci se reálný disponibilní důchod snižuje, což má za následek pokles kupní síly domácností. V roce 2022 se reálný disponibilní důchod českých domácností snížil o 3,3 %, což vedlo k omezení spotřeby. Tímto snížením byly nejvíce zasaženy domácnosti s nižšími příjmy, zatímco podnikatelé vykazovali růst příjmů.

##### Vliv měnové politiky
Centrální banky mohou zvyšovat úrokové sazby, které zapříčiní zpomalení růst disponibilního důchodu tím, že omezí mzdový růst a zvýší náklady na úvěry. Tento akt pak může vést k nižší spotřebě a investicím, což dále zpomaluje ekonomický růst.

##### Sociální aspekty
Přerozdělování prostřednictvím transferu může pomoci zmírnit negativní dopady na domácnosti s nízkými příjmy, avšak pokud není dostatečné, může to vést k většímu sociálnímu napětí a ekonomické nerovnosti.

## Významy disponibilního důchodu
Národní disponibilní důchod – Národní disponibilní důchod (NDD) se vztahuje na příjmy, které jsou k dispozici pro spotřebu a investice v celé ekonomice daného státu. Zahrnuje tedy příjmy všech rezidentů, bez ohledu na to, kde byly tyto příjmy generovány. Vypočítá se jako hrubý národní důchod (HND) po odečtení daní (T) a přičtení transferu (TR). Vzorec pro výpočet je: 
{\displaystyle NDD=HND-T+TR}
Domácí disponibilní důchod – Domácí disponibilní důchod (DDD) se zaměřuje pouze na příjmy domácností v rámci jednoho státu. Tento ukazatel zahrnuje osobní příjmy domácností (PI) po zdanění (T) a přičtení transferu (TR). Je to částka, kterou domácnosti mohou utratit nebo ušetřit. Vzorec pro výpočet je:
{\displaystyle DDD=PI-T+TR}

## Dopad na domácnosti
Výzkum disponibilního důchodu českých domácností identifikuje několik klíčových dopadů. Nerovnost příjmů narůstá, přičemž nerovnost disponibilním důchodu převyšuje nerovnost ve výdajích. Zvýšení minimální mzdy má za následek nárůst spotřeby v domácnostech, přičemž tyto výdaje jsou zaměřeny především na základní potřeby. Výdaje na návykové látky, zdravotní péči a vzdělání jsou u rodin s dětmi citlivé na změny v příjmech. Nekonzumní výdaje, zejména investice do nemovitostí, představují významný faktor, který ovlivňuje příjmovou nerovnost. Sociální politika zmírňuje chudobu, ale nezabraňuje nespravedlivému vývoji příjmů napříč různými skupinami domácností. Regionální rozdíly v příjmech jsou výrazné a zásadně ovlivňují životní styl a priority domácností. V období ekonomického růstu byla nerovnost ve výdajích propojena s nerovností v příjmech, avšak během ekonomického poklesu se tento vztah rozcházel. Přestože příjmy domácností v průběhu času rostou, meziroční přírůstky vykazují postupné zpomalování.